# Episcopia Alexandriei și Teleormanului
Episcopia Alexandriei și Teleormanului este o eparhie a Bisericii Ortodoxe Române. Are sediul în Alexandria și jurisdicția peste județul Teleorman. Este condusă de episcopul Galaction Stângă.